# Platysteira castanea
Platysteira castanea е вид птица от семейство Platysteiridae.

## Разпространение
Видът е разпространен в Ангола, Бенин, Габон, Гана, Гвинея, Екваториална Гвинея, Замбия, Камерун, Република Конго, Демократична република Конго, Кот д'Ивоар, Кения, Либерия, Нигерия, Сиера Леоне, Судан, Танзания, Того, Уганда, Централноафриканската република и Южен Судан.